# Fifa (álbum)
Fifa é o quarto álbum de estúdio lançado pela cantora, compositora e produtora beninense Angélique Kidjo. O álbum foi lançado no dia 1 de Janeiro de 1996, pela Mango, selo da Universal Music Group. Assim como em "Ayé", Angélique Kidjo e seu eterno parceiro, Jean Hébrail, compuseram todas as 10 faixas, sendo que dentre essas, duas contaram com a parceria de Mendez.

## Faixas
| N.º            | Título                   | Compositor(es)                         | Duração |  |
| 1.             | "The Sound Of The Drums" | Jean Hébrail e Angélique Kidjo         | 4:58    |  |
| 2.             | "Wombo Lombo"            | Jean Hébrail e Angélique Kidjo         | 4:15    |  |
| 3.             | "Welcome"                | Jean Hébrail e Angélique Kidjo         | 4:25    |  |
| 4.             | "Shango"                 | Jean Hébrail e Angélique Kidjo         | 4:53    |  |
| 5.             | "Bitchifi"               | Jean Hébrail e Angélique Kidjo         | 4:27    |  |
| 6.             | "Fifa"                   | Jean Hébrail, Angélique Kidjo e Mendez | 3:57    |  |
| 7.             | "Goddess of the Sea"     | Jean Hébrail e Angélique Kidjo         | 4:11    |  |
| 8.             | "Akwaba"                 | Jean Hébrail, Angélique Kidjo e Mendez | 4:24    |  |
| 9.             | "Koro-Koro"              | Jean Hébrail e Angélique Kidjo         | 3:41    |  |
| 10.            | "Naïma"                  | Jean Hébrail e Angélique Kidjo         | 4:31    |  |
| Duração total: | Duração total:           | Duração total:                         | 43:42   |  |